# Cosmarium regnesi
Cosmarium regnesi là một loài Song tinh tảo trong họ Desmidiaceae, thuộc chi Cosmarium.